# امامزاده فخر الدین احمد
امامزاده سید فخر الدین احمد مربوط به سده‌های متاخر دوران‌های تاریخی پس از اسلام است و در شهرستان سپیدان، بخش همایجان، دهستان همایجان، داخل روستای ابنو واقع شده و این اثر در تاریخ ۱۸ شهریور ۱۳۸۷ با شمارهٔ ثبت ۲۳۴۰۸ به‌عنوان یکی از آثار ملی ایران به ثبت رسیده است.